# Adón (mitología)
En la antigua religión semítica, especialmente la religión cananita, el término Adón  (en lengua semítica ʾdwn, hebreo אדון, cognado con el acadio adannu "poderoso" y, literalmente, "señor, patrón"), ha estado en uso como teónimo desde, al menos, la Edad de Bronce final, en contraste con Ba`al, "maestro". 
En la tradición cananea, ʾadn ilm, literalmente "señor de los dioses" es un epíteto de El, pero ʾadn podría ser también un epíteto de otros dioses, especialmente de Tammuz. El epíteto de Tammuz entra en la tradición griega como un nombre propio, Adonis, el joven amante de Afrodita.
La tradición hebrea hace a Adón, "señor" o a Adonai, "mi señor", un epíteto de Yahveh descrito como el principal antagonista de Baal en el Tanaj. El epíteto llegó a ser usado como eufemismo para evitar invocar el nombre propio de la deidad, Yahveh. Aparece en el Tanaj más de trescientas veces.
El culto a Adonis ("título divino semita completado con un final griego" derivado de adon) en la Antigua Grecia, habría surgido en los tiempos de Safo.
En textos ugaríticos, ʾdn con su significado de "señor" aparece varias veces. Es utilizado para referirse al señor y padre de reyes difuntos. El término ʾadn ʾilm rbm (que significa "el señor de los grandes dioses"), es considerado por algunos un epíteto divino de Baal, mientras que otros piensan que se refiere a El, Mardij, Yaqar o Yarij. ʾAdn ʾilm (que significa "el señor de los dioses") también aparece en los textos para referirse a El, y cuando se describe a Yam en la cima de su poder, es proclamado ʾadn o "señor (de los dioses)".
Las familias de Ugarit se inspiraban en la estructura del mundo divino, cada una estaba encabezada por un  ʾadn (es decir, en este contexto "maestro" o "patrón"). En general, este era el patriarca de la familia y puede haber alguna relación entre ʾadn y la palabra "padre", ʾad en Ugarit.

## Culto
Su culto se desarrolló principalmente en la zona de la actual Siria, pero estaba muy extendido, llegando a Fenicia, y sobre todo en Gebal (actual Biblos), donde lo veneraban como el dios de la primavera que protegía la vegetación, que renacía cada año después del invierno, por lo que su culto y mitología se parecen mucho a la de Osiris.
Se le relaciona con la diosa Astarté / Ishtar, de quien fue amante o esposo.